# 베니카심

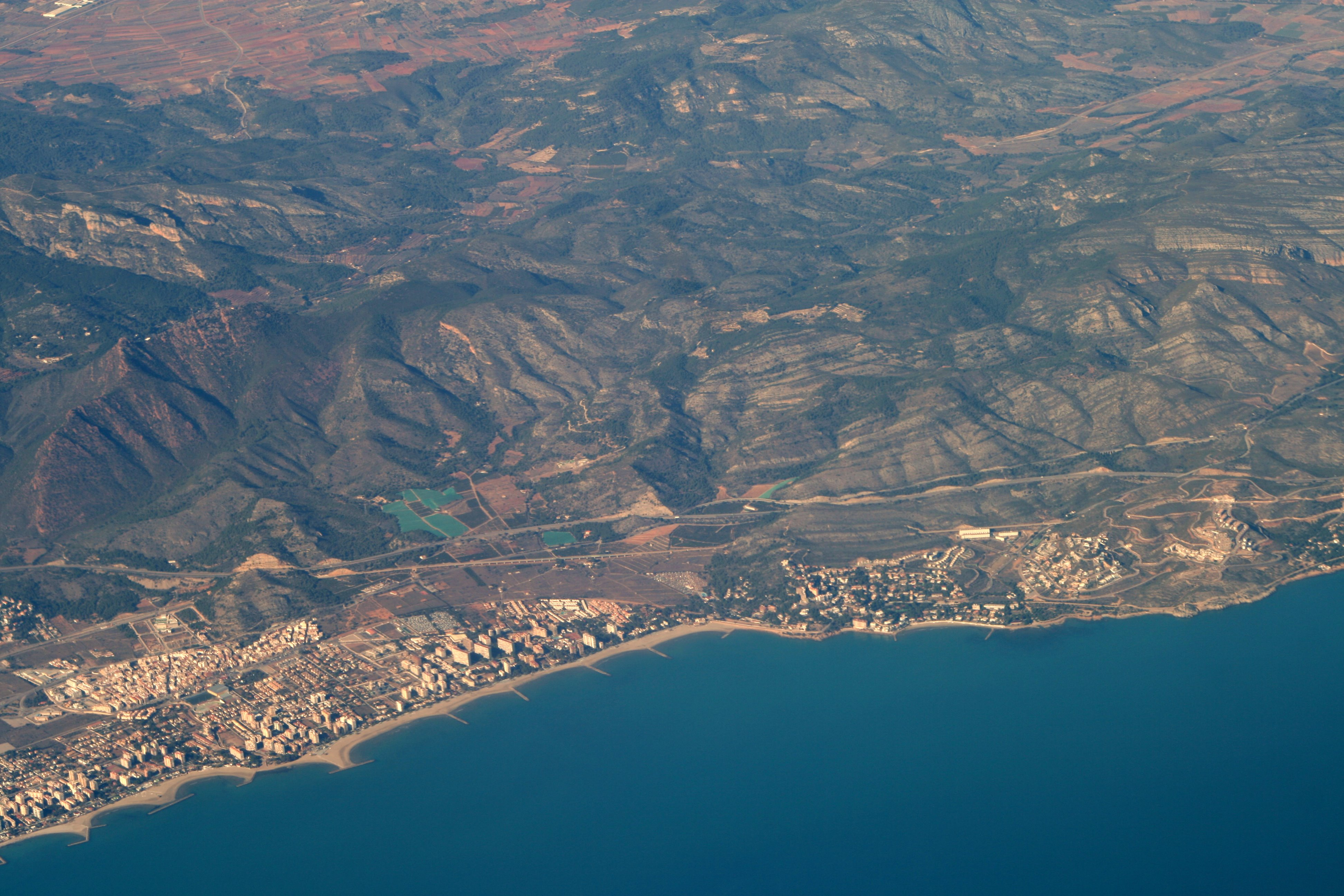
베니카심

베니카심(스페인어: Benicàssim)은 스페인 발렌시아 지방 카스테욘주의 도시로 면적은 36.1km2, 높이는 15m, 인구는 18,098명(2014년 기준), 인구 밀도는 500명/km2이다. 지중해 연안의 아사하르 해안과 접한 휴양 도시이다.

시기
시 문장